# برنجغان (لنجان)
برنجغان هي قرية في مقاطعة لنجان، إيران. عدد سكان هذه القرية هو 1,016 في سنة 2006.